# Geospizopsis
Geospizopsis — рід горобцеподібних птахів родини саякових (Thraupidae). Представники цього роду мешкають в Андах. Раніше їх відносили до роду Вівсянчик (Phrygilus), однак за результатами низки молекулярно-генетичних досліджень, які показали поліфілітичність цього роду, вони були переведені до відновленого роду Geospizopsis.

## Види
Виділяють три види:
- Вівсянчик сіроволий (Geospizopsis plebejus)
- Вівсянчик сірий (Geospizopsis unicolor)

## Етимологія
Наукова назва роду Geospizopsis походить від сполучення наукової назви роду Землянчик (Geospiza Gould, 1837) і слова дав.-гр. οψις — вигляд.